# Lista över fornlämningar i Kungälvs kommun (Ytterby)
Lista över fornlämningar i Ytterby socken i Kungälvs kommun.
| Namn                                    | Lämningstyp                 | Tillkomsttid | Historisk indelning | Plats | Läge                 | ID-nr          | Bild                                      |
| --------------------------------------- | --------------------------- | ------------ | ------------------- | ----- | -------------------- | -------------- | ----------------------------------------- |
| Ytterby 3:1                             | Stenkammargrav              |              | Ytterby, Bohuslän   |       | 57.885704, 11.975323 | 10161900030001 | Ladda upp en bild av detta fornminne      |
| Ytterby 5:1                             | Stenkrets                   |              | Ytterby, Bohuslän   |       | 57.882290, 11.991234 | 10161900050001 | Ladda upp en bild av detta fornminne      |
| Ytterby 6:1                             | Stenkrets                   |              | Ytterby, Bohuslän   |       | 57.882397, 11.990934 | 10161900060001 | Ladda upp en bild av detta fornminne      |
| Ytterby 7:1                             | Stensättning                |              | Ytterby, Bohuslän   |       | 57.883222, 11.988988 | 10161900070001 | Ladda upp en bild av detta fornminne      |
| Ytterby 8:1                             | Fornborg                    |              | Ytterby, Bohuslän   |       | 57.889877, 12.031632 | 10161900080001 | Ladda upp en bild av detta fornminne      |
| Ytterby 9:1                             | Röse                        |              | Ytterby, Bohuslän   |       | 57.883112, 12.026895 | 10161900090001 | Ladda upp en bild av detta fornminne      |
| Ytterby 10:1                            | Röse                        |              | Ytterby, Bohuslän   |       | 57.883142, 12.024129 | 10161900100001 | Ladda upp en bild av detta fornminne      |
| Ytterby 12:1                            | Stensättning                |              | Ytterby, Bohuslän   |       | 57.887057, 11.995507 | 10161900120001 | Ladda upp en bild av detta fornminne      |
| Ytterby 13:1                            | Stensättning                |              | Ytterby, Bohuslän   |       | 57.884778, 11.976096 | 10161900130001 | Ladda upp en bild av detta fornminne      |
| Ytterby 14:1                            | Stensättning                |              | Ytterby, Bohuslän   |       | 57.883592, 11.956863 | 10161900140001 | Ladda upp en bild av detta fornminne      |
| Ytterby 18:1                            | Stensättning                |              | Ytterby, Bohuslän   |       | 57.861579, 11.911331 | 10161900180001 | Ladda upp en bild av detta fornminne      |
| Ytterby 19:1                            | Hög                         |              | Ytterby, Bohuslän   |       | 57.861415, 11.913922 | 10161900190001 | Ladda upp en bild av detta fornminne      |
| Ytterby 19:2                            | Hög                         |              | Ytterby, Bohuslän   |       | 57.861407, 11.914236 | 10161900190002 | Ladda upp en bild av detta fornminne      |
| Ytterby 20:1                            | Stensättning                |              | Ytterby, Bohuslän   |       | 57.870911, 11.921042 | 10161900200001 | Ladda upp en bild av detta fornminne      |
| Ytterby 21:1                            | Röse                        |              | Ytterby, Bohuslän   |       | 57.876156, 11.918188 | 10161900210001 | Ladda upp en bild av detta fornminne      |
| Ytterby 22:1                            | Gravfält                    |              | Ytterby, Bohuslän   |       | 57.857451, 11.912078 | 10161900220001 | Ladda upp en bild av detta fornminne      |
| Ytterby 24:1                            | Gravfält                    |              | Ytterby, Bohuslän   |       | 57.860022, 11.932078 | 10161900240001 | Ladda upp en bild av detta fornminne      |
| Ytterby 25:1                            | Gravfält                    |              | Ytterby, Bohuslän   |       | 57.859530, 11.933183 | 10161900250001 | Ladda upp en bild av detta fornminne      |
| Ytterby 26:1                            | Stensättning                |              | Ytterby, Bohuslän   |       | 57.864198, 11.941506 | 10161900260001 | Ladda upp en bild av detta fornminne      |
| Ytterby 28:1                            | Gravfält                    |              | Ytterby, Bohuslän   |       | 57.861979, 11.940019 | 10161900280001 | Ladda upp en bild av detta fornminne      |
| Ytterby 29:1                            | Stensättning                |              | Ytterby, Bohuslän   |       | 57.867167, 11.932812 | 10161900290001 | Ladda upp en bild av detta fornminne      |
| Ytterby 30:1                            | Hög                         |              | Ytterby, Bohuslän   |       | 57.867835, 11.930190 | 10161900300001 | Ladda upp en bild av detta fornminne      |
| Ytterby 31:1                            | Stensättning                |              | Ytterby, Bohuslän   |       | 57.869634, 11.932252 | 10161900310001 | Ladda upp en bild av detta fornminne      |
| Ytterby 31:2                            | Stensättning                |              | Ytterby, Bohuslän   |       | 57.869545, 11.931999 | 10161900310002 | Ladda upp en bild av detta fornminne      |
| Ytterby 35:2                            | Stensättning                |              | Ytterby, Bohuslän   |       | 57.878604, 11.931425 | 10161900350002 | Ladda upp en bild av detta fornminne      |
| Ytterby 36:1                            | Stensättning                |              | Ytterby, Bohuslän   |       | 57.874158, 11.950381 | 10161900360001 | Ladda upp en bild av detta fornminne      |
| Ytterby 37:1                            | Stensättning                |              | Ytterby, Bohuslän   |       | 57.872676, 11.947530 | 10161900370001 | Ladda upp en bild av detta fornminne      |
| Ytterby 37:2                            | Stensättning                |              | Ytterby, Bohuslän   |       | 57.872968, 11.947615 | 10161900370002 | Ladda upp en bild av detta fornminne      |
| Ytterby 38:1                            | Begravningsplats            |              | Ytterby, Bohuslän   |       | 57.849837, 11.916288 | 10161900380001 | Ladda upp en bild av detta fornminne      |
| Ytterby 39:1                            | Stenkrets                   |              | Ytterby, Bohuslän   |       | 57.882064, 11.932651 | 10161900390001 | Ladda upp en bild av detta fornminne      |
| Ytterby 39:2                            | Grav markerad av sten/block |              | Ytterby, Bohuslän   |       | 57.882256, 11.932748 | 10161900390002 | Ladda upp en bild av detta fornminne      |
| Ytterby 40:1                            | Stensättning                |              | Ytterby, Bohuslän   |       | 57.855276, 11.931029 | 10161900400001 | Ladda upp en bild av detta fornminne      |
| Ytterby gamla kyrka (Ytterby 41:1)      | Kyrka/kapell                |              | Ytterby, Bohuslän   |       | 57.848646, 11.911760 | 10161900410001 | Ladda upp en till bild av detta fornminne |
| Ytterby 42:1                            | Gravfält                    |              | Ytterby, Bohuslän   |       | 57.867374, 11.949323 | 10161900420001 | Ladda upp en bild av detta fornminne      |
| Ytterby 44:1                            | Hällristning                |              | Ytterby, Bohuslän   |       | 57.865162, 11.899974 | 10161900440001 | Ladda upp en bild av detta fornminne      |
| Ytterby 44:2                            | Hällristning                |              | Ytterby, Bohuslän   |       | 57.865170, 11.899995 | 10161900440002 | Ladda upp en bild av detta fornminne      |
| Ytterby 45:1                            | Stensättning                |              | Ytterby, Bohuslän   |       | 57.873426, 11.908517 | 10161900450001 | Ladda upp en bild av detta fornminne      |
| Ytterby 46:1                            | Stensättning                |              | Ytterby, Bohuslän   |       | 57.868432, 11.930821 | 10161900460001 | Ladda upp en bild av detta fornminne      |
| Ytterby 52:1                            | Stensättning                |              | Ytterby, Bohuslän   |       | 57.852191, 11.927851 | 10161900520001 | Ladda upp en bild av detta fornminne      |
| Klosterkullen (Ytterby 53:1)            | Kloster                     |              | Ytterby, Bohuslän   |       | 57.852243, 11.941589 | 10161900530001 | Ladda upp en bild av detta fornminne      |
| Kongahälla/Klosterkullen (Ytterby 53:2) | Stadsvall/stadsmur          |              | Ytterby, Bohuslän   |       | 57.848741, 11.937451 | 10161900530002 | Ladda upp en bild av detta fornminne      |
| Ytterby 55:1                            | Gravfält                    |              | Ytterby, Bohuslän   |       | 57.850137, 11.923074 | 10161900550001 | Ladda upp en bild av detta fornminne      |
| Ytterby 56:1                            | Fästning/skans              |              | Ytterby, Bohuslän   |       | 57.844737, 11.921601 | 10161900560001 | Ladda upp en bild av detta fornminne      |
| Ytterby 57:1                            | Stenkammargrav              |              | Ytterby, Bohuslän   |       | 57.874422, 11.888749 | 10161900570001 | Ladda upp en bild av detta fornminne      |
| Ytterby 58:1                            | Gravfält                    |              | Ytterby, Bohuslän   |       | 57.874727, 11.882095 | 10161900580001 | Ladda upp en bild av detta fornminne      |
| Ytterby 59:1                            | Hög                         |              | Ytterby, Bohuslän   |       | 57.874255, 11.883529 | 10161900590001 | Ladda upp en bild av detta fornminne      |
| Ytterby 59:2                            | Hög                         |              | Ytterby, Bohuslän   |       | 57.874413, 11.883693 | 10161900590002 | Ladda upp en bild av detta fornminne      |
| Ytterby 60:1                            | Röse                        |              | Ytterby, Bohuslän   |       | 57.872301, 11.861494 | 10161900600001 | Ladda upp en bild av detta fornminne      |
| Ytterby 61:1                            | Röse                        |              | Ytterby, Bohuslän   |       | 57.871858, 11.867733 | 10161900610001 | Ladda upp en bild av detta fornminne      |
| Ytterby 61:2                            | Stensättning                |              | Ytterby, Bohuslän   |       | 57.872032, 11.867888 | 10161900610002 | Ladda upp en bild av detta fornminne      |
| Ytterby 63:1                            | Stensättning                |              | Ytterby, Bohuslän   |       | 57.854864, 11.907234 | 10161900630001 | Ladda upp en bild av detta fornminne      |
| Ytterby 64:1                            | Stensättning                |              | Ytterby, Bohuslän   |       | 57.848830, 11.895716 | 10161900640001 | Ladda upp en bild av detta fornminne      |
| Ytterby 65:1                            | Gravfält                    |              | Ytterby, Bohuslän   |       | 57.860227, 11.870286 | 10161900650001 | Ladda upp en bild av detta fornminne      |
| Ytterby 66:1                            | Stensättning                |              | Ytterby, Bohuslän   |       | 57.858580, 11.870877 | 10161900660001 | Ladda upp en bild av detta fornminne      |
| Ytterby 66:2                            | Stensättning                |              | Ytterby, Bohuslän   |       | 57.858427, 11.871010 | 10161900660002 | Ladda upp en bild av detta fornminne      |
| Ytterby 66:3                            | Hög                         |              | Ytterby, Bohuslän   |       | 57.858325, 11.871556 | 10161900660003 | Ladda upp en bild av detta fornminne      |
| Ytterby 67:1                            | Gravfält                    |              | Ytterby, Bohuslän   |       | 57.865094, 11.875405 | 10161900670001 | Ladda upp en bild av detta fornminne      |
| Ytterby 68:1                            | Grav markerad av sten/block |              | Ytterby, Bohuslän   |       | 57.865057, 11.875931 | 10161900680001 | Ladda upp en bild av detta fornminne      |
| Ytterby 69:1                            | Stensättning                |              | Ytterby, Bohuslän   |       | 57.868058, 11.866086 | 10161900690001 | Ladda upp en bild av detta fornminne      |
| Ytterby 70:1                            | Röse                        |              | Ytterby, Bohuslän   |       | 57.864444, 11.854969 | 10161900700001 | Ladda upp en bild av detta fornminne      |
| Ytterby 71:1                            | Stensättning                |              | Ytterby, Bohuslän   |       | 57.860979, 11.859303 | 10161900710001 | Ladda upp en bild av detta fornminne      |
| Ytterby 72:1                            | Stensättning                |              | Ytterby, Bohuslän   |       | 57.862032, 11.853287 | 10161900720001 | Ladda upp en bild av detta fornminne      |
| Ytterby 73:1                            | Gravfält                    |              | Ytterby, Bohuslän   |       | 57.858466, 11.855536 | 10161900730001 | Ladda upp en bild av detta fornminne      |
| Ytterby 74:1                            | Stensättning                |              | Ytterby, Bohuslän   |       | 57.857123, 11.855794 | 10161900740001 | Ladda upp en bild av detta fornminne      |
| Ytterby 74:2                            | Stensättning                |              | Ytterby, Bohuslän   |       | 57.857098, 11.855538 | 10161900740002 | Ladda upp en bild av detta fornminne      |
| Ytterby 74:3                            | Stensättning                |              | Ytterby, Bohuslän   |       | 57.857268, 11.855561 | 10161900740003 | Ladda upp en bild av detta fornminne      |
| Ytterby 75:1                            | Hög                         |              | Ytterby, Bohuslän   |       | 57.856265, 11.845775 | 10161900750001 | Ladda upp en bild av detta fornminne      |
| Ytterby 76:1                            | Stenkammargrav              |              | Ytterby, Bohuslän   |       | 57.849477, 11.850002 | 10161900760001 | Ladda upp en bild av detta fornminne      |
| Ytterby 79:1                            | Hög                         |              | Ytterby, Bohuslän   |       | 57.843769, 11.873935 | 10161900790001 | Ladda upp en bild av detta fornminne      |
| Ytterby 79:2                            | Hög                         |              | Ytterby, Bohuslän   |       | 57.843951, 11.873960 | 10161900790002 | Ladda upp en bild av detta fornminne      |
| Ytterby 79:3                            | Stensättning                |              | Ytterby, Bohuslän   |       | 57.844033, 11.873697 | 10161900790003 | Ladda upp en bild av detta fornminne      |
| Ytterby 82:1                            | Stensättning                |              | Ytterby, Bohuslän   |       | 57.872956, 11.900700 | 10161900820001 | Ladda upp en bild av detta fornminne      |
| Ytterby 83:1                            | Stenkrets                   |              | Ytterby, Bohuslän   |       | 57.853789, 11.945341 | 10161900830001 | Ladda upp en bild av detta fornminne      |
| Ytterby 84:1                            | Hög                         |              | Ytterby, Bohuslän   |       | 57.853894, 11.943878 | 10161900840001 | Ladda upp en bild av detta fornminne      |
| Ytterby 92:1                            | Fästning/skans              |              | Ytterby, Bohuslän   |       | 57.888436, 11.874394 | 10161900920001 | Ladda upp en bild av detta fornminne      |
| Ytterby 98:1                            | Stensättning                |              | Ytterby, Bohuslän   |       | 57.880746, 11.926938 | 10161900980001 | Ladda upp en bild av detta fornminne      |
| Valtersäng (Ytterby 103:1)              | Hällristning                |              | Ytterby, Bohuslän   |       | 57.882519, 11.991764 | 10161901030001 | Ladda upp en bild av detta fornminne      |
| Ytterby 125:1                           | Stenkammargrav              |              | Ytterby, Bohuslän   |       | 57.846939, 11.885987 | 10161901250001 | Ladda upp en bild av detta fornminne      |
| Ytterby 126:1                           | Stensättning                |              | Ytterby, Bohuslän   |       | 57.864580, 11.879196 | 10161901260001 | Ladda upp en bild av detta fornminne      |
| Ytterby 135:1                           | Stensättning                |              | Ytterby, Bohuslän   |       | 57.871629, 11.912430 | 10161901350001 | Ladda upp en bild av detta fornminne      |
| Ytterby 140:1                           | Stensättning                |              | Ytterby, Bohuslän   |       | 57.858609, 11.936252 | 10161901400001 | Ladda upp en bild av detta fornminne      |
| Ytterby 140:2                           | Stensättning                |              | Ytterby, Bohuslän   |       | 57.858582, 11.935962 | 10161901400002 | Ladda upp en bild av detta fornminne      |
| Ytterby 140:3                           | Hög                         |              | Ytterby, Bohuslän   |       | 57.858652, 11.935809 | 10161901400003 | Ladda upp en bild av detta fornminne      |
| Ytterby 140:4                           | Hög                         |              | Ytterby, Bohuslän   |       | 57.858881, 11.935547 | 10161901400004 | Ladda upp en bild av detta fornminne      |
| Ytterby 160:1                           | Stensättning                |              | Ytterby, Bohuslän   |       | 57.871898, 11.850877 | 10161901600001 | Ladda upp en bild av detta fornminne      |
| Ytterby 184:1                           | Hällristning                |              | Ytterby, Bohuslän   |       | 57.864882, 11.901186 | 10161901840001 | Ladda upp en bild av detta fornminne      |
| Ytterby 189:1                           | Stensättning                |              | Ytterby, Bohuslän   |       | 57.889432, 12.032560 | 10161901890001 | Ladda upp en bild av detta fornminne      |
| Ytterby 194:1                           | Grav- och boplatsområde     |              | Ytterby, Bohuslän   |       | 57.844511, 11.884851 | 10161901940001 | Ladda upp en bild av detta fornminne      |
| Ytterby 205                             | Stensättning                |              | Ytterby, Bohuslän   |       | 57.851074, 11.901365 | 12000000041142 | Ladda upp en bild av detta fornminne      |
| Ytterby 212                             | Grav- och boplatsområde     |              | Ytterby, Bohuslän   |       | 57.852707, 11.889760 | 12000000121908 | Ladda upp en bild av detta fornminne      |